# Гонсалес Наверо, Эмилиано
Эмилиано Гонсалес Наверо (исп. Emiliano González Navero; 16 июля 1861, Карагуатай — 18 октября 1934) — парагвайский политик, трижды президент Парагвая и дважды вице-президент Парагвая.

## Ранние годы
Эмилиано Гонсалес родился в 1861 году и в раннем детстве пережил тяжелейшее поражение Парагвая в Войне против Тройственного союза. Он поступил в начальную школу в родном Карагутае, а затем в Национальный колледж в Асунсьоне. Окончил юридический факультет Национального университета Асунсьона. В 1887 году Гонсалес стал практикующим юристом, а затем поступил на должность судьи в период правления Хуана Антонио Эскурры. 

## Президент Парагвая
Гонсалес трижды был Президентом Парагвая, а также вице-президентом в правление Бениньо Феррейры (1906-1908) и Хосе Патрисио Гуджари (1928-1932).
Дон Эмилиано принадлежал к «радикальной» фракции Либеральной партии Парагвая. 28 ноября 1890 года он стал Председателем Верховного Суда. В феврале 1895 года Гонсалес присоединился к фракции Бениньо Феррейры. 19 декабря 1904 года он вошел в правительство Хуана Баутисты Гаона в качестве министра финансов и сохранил этот пост в правительстве Сесилио Баэса. 28 апреля 1906 года сменивший Баэса Феррейра пригласил Гонсалеса в своё правительство.
2 июля 1908 года Бениньо Феррейра был свергнут в результате переворота, и Гонсалес Наверо возглавил временное председательство 5 июля того же года. После того, как конституционной период деятельности временной администрации истек, он передал власть Мануэлю Гондра 25 ноября 1910 года. Однако менее чем через два месяца Гондра подал в отставку, и начался период анархии. 22 марта 1912 года Гонсалес вновь возглавил временное председательство, но 15 августа 1912 года передал власть избранному президенту Эдуардо Шереру.
Позднее Гонсалес во второй раз занял пост вице-президента при Хосе Патрисио Гуджари (1928-1932), и в этом статусе исполнял обязанности главы страны с 26 октября 1931 по 28 января 1932 года, в период, когда Гуджари временно уходил в отставку, чтобы пройти процедуру импичмента после печальных событий 23 октября 1931 года.
К достижениям периодов правления Гонсалеса можно отнести открытие военно-морского инженерного училища, амнистии за политические преступления, предоставление стипендий молодым художникам, реализацию свободного и обязательного начального образования, модернизацию железной дороги в Консепсьон и образование нескольких муниципалитетов по всей стране. Был открыт Банк Hipotecario, многие улицы столицы были выложены булыжником. Впервые города Вильяррика, Пилар, Энкарнасьон и Консепсьон получили собственных мэров; новый центральный рынок был построен на улице Пальма, а также открыт Музей изящных искусств. С другой стороны, его правление было отмечено суровыми политическими репрессиями и закрытием газет.
Гонсалес был женат на Аделе Лима, которая умерла 7 сентября 1928 года. После этого Эмилиано ушел из политики и умер у себя дома, очень далеко от родины, в Соединенных Штатах, 18 октября 1934 года.